# Marmanhac
Marmanhac település Franciaországban, Cantal megyében. Lakosainak száma 686 fő (2022. január 1.). Marmanhac Girgols, Jussac, Laroquevieille, Saint-Cernin, Saint-Simon és Velzic községekkel határos.

## Népesség
A település népességének változása:
| Lakosok száma | 863  | 789  | 749  | 723  | 703  | 712  | 730  | 726  | 722  | 686  |
|               | 1968 | 1982 | 1990 | 2006 | 2013 | 2015 | 2017 | 2019 | 2020 | 2022 |